# Peter Huchel

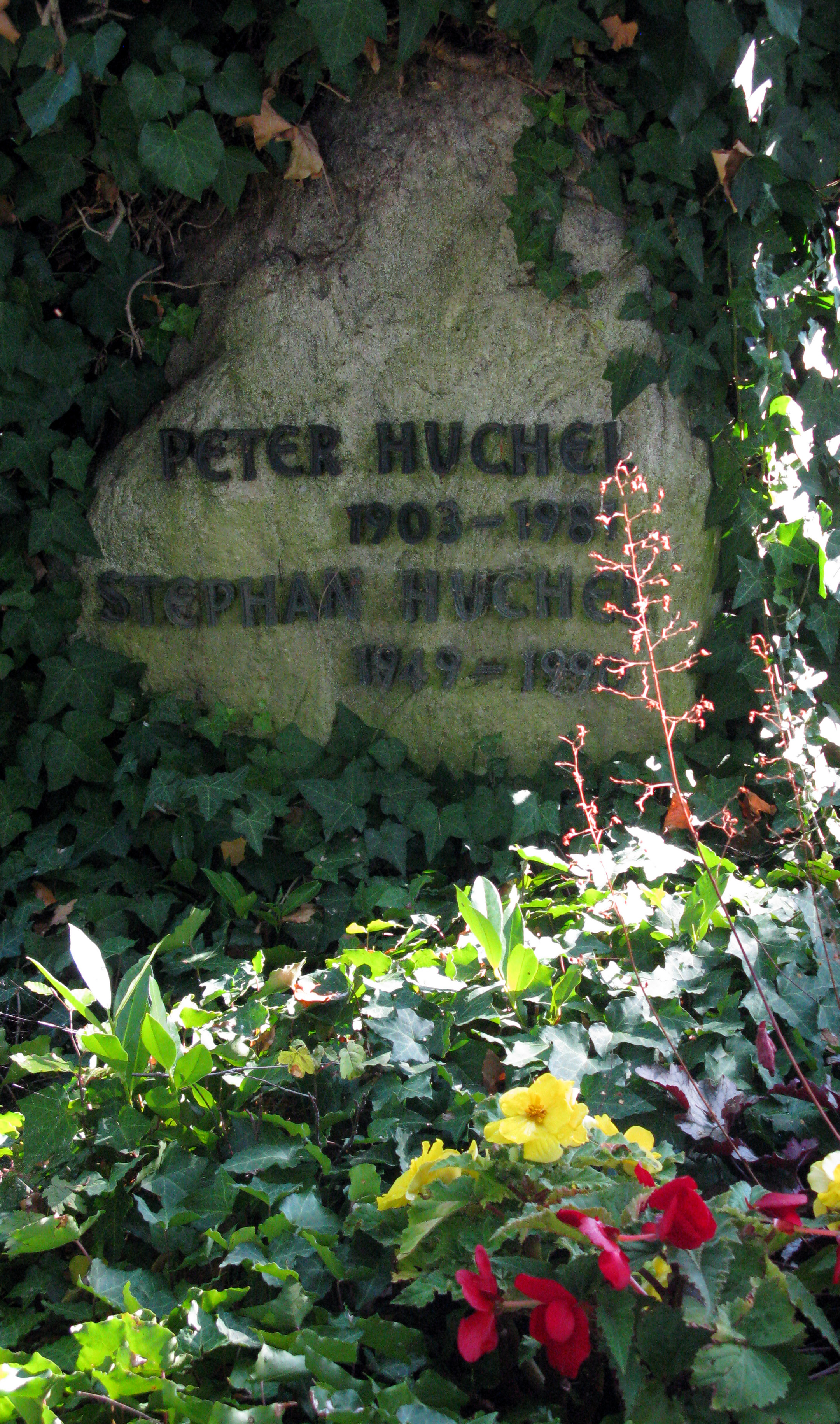
Grab von Peter Huchel auf dem Staufener Friedhof

Peter Huchel (* 3. April 1903 in Groß-Lichterfelde bei Berlin; † 30. April 1981 in Staufen; eigentlich Hellmut Huchel) war ein deutscher Lyriker und Redakteur.

## Leben
Geboren wurde er in der elterlichen Wohnung in der Chausseestraße 32 (heute Hindenburgdamm 32) in Groß-Lichterfelde als Sohn des Kanzlei-Diätars Friedrich Huchel und dessen Ehefrau Marie geb. Zimmermann. 1907 lebte er wegen einer Lungenerkrankung der Mutter längere Zeit bei den Großeltern in Alt-Langerwisch bei Potsdam. 1916/17 erfolgte der Umzug der Eltern nach Potsdam. 1919 wurde der Hof der Großeltern in Alt-Langerwisch verkauft.
1918 unternahm Huchel die ersten Gedichtversuche; 1924 gab es die erste Gedichtveröffentlichung.
Peter Huchel studierte in den Jahren 1923 bis 1926 Literaturwissenschaft und Philosophie in Berlin, Freiburg im Breisgau und Wien. Im Zeitraum von 1927 bis 1930 unternahm er Reisen nach Frankreich (zweijähriger Aufenthalt in Paris), Rumänien, Ungarn und in die Türkei.

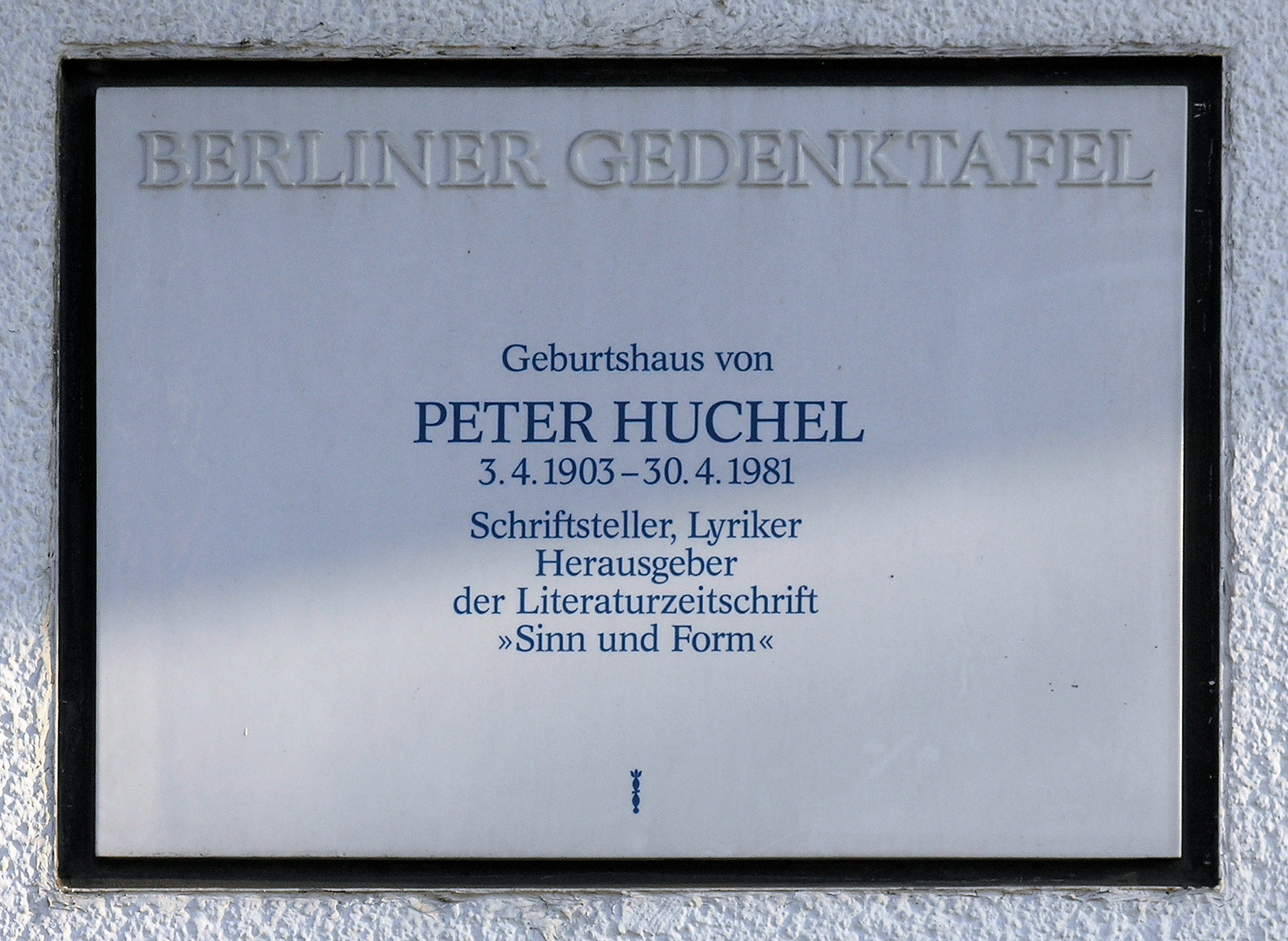
Berliner Gedenktafel am Haus Hindenburgdamm 32, in Berlin-Lichterfelde

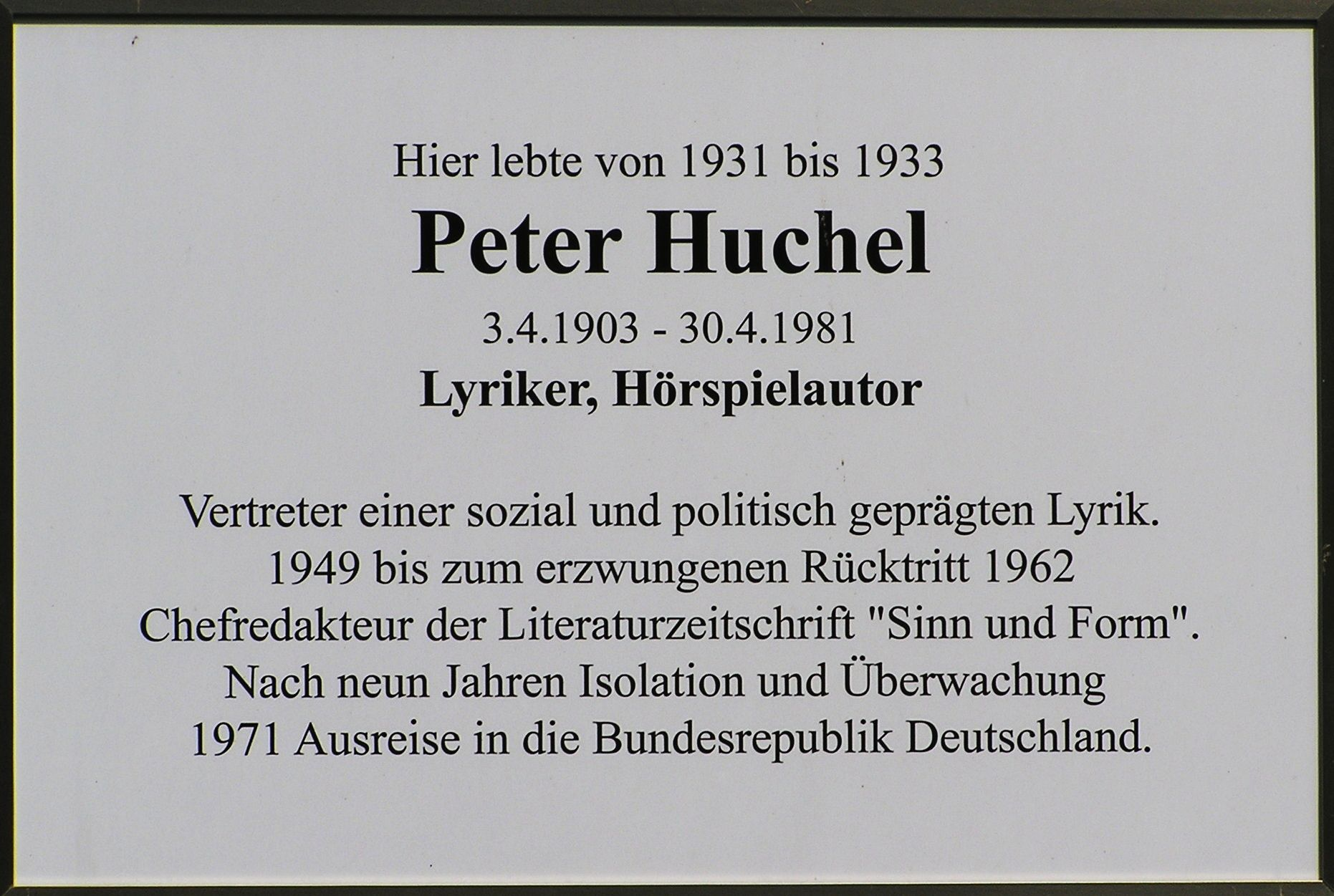
Gedenktafel am Haus Kreuznacher Straße 52 in Berlin-Wilmersdorf

Am 8. März 1930 heiratete Huchel in Potsdam die Kronstädter Pfarrerstochter Dora Lassel (1904–1985), mit der er eine Tochter Susanne    hatte und von der er sich 1946 wieder trennte; Scheidung am 6. März 1953. Im Jahr 1930, in dem er auch den Vornamen Peter annahm, schloss er Freundschaft mit Ernst Bloch, Alfred Kantorowicz und Fritz Sternberg. Bevor er sich 1931 in der Künstlerkolonie Berlin am Laubenheimer Platz niederließ, wohnte er zeitweise bei Kantorowicz und Sternberg. Im Zeitraum von 1930 bis 1936 erschienen frühe lyrische Werke, die stark von der märkischen Landschaft geprägt waren, in Die literarische Welt, Das Innere Reich, Die Kolonne und Vossische Zeitung. 1931 veröffentlichte er die Prosastudie Im Jahre 1930 über einen NS-Mitläufer aus dem Kleinbürgertum. 1932 wurde er für den Gedichtband Der Knabenteich mit dem Lyrikerpreis der Kolonne ausgezeichnet. Im selben Jahr lernte er Günter Eich kennen.
Von 1934 bis 1940 war er als Hörspielautor unter anderem für den Reichssender Berlin und den Deutschen Kurzwellensender tätig. In Hörspielen wie Die Magd und das Kind (1935) und Der Schicksalsweg der Grete Minde (Ursendung: 22. Juni 1939, 20.15 Uhr, Reichssender Leipzig) deutete sich bereits seine Fähigkeit an, Politisches in versteckten Zitaten zu verschlüsseln. Ab 1941 diente er bei der Luftwaffe im Zweiten Weltkrieg. 1945 geriet er in sowjetische Gefangenschaft.
Nachdem er einen Lehrgang an der Antifa-Schule Rüdersdorf absolviert hatte, begann Huchel 1945 als Dramaturg und persönlicher Referent des Sendeleiters beim Berliner Rundfunk. Dort stieg er 1946 zum Chefdramaturgen, dann zum Sendeleiter und 1947 schließlich zum Künstlerischen Direktor auf. In seinen 1948 veröffentlichten Arbeiten aus der Zeit nach 1925 zeigen sich die Kontraste zwischen Kindheitsidylle und Kriegs- und Fluchterfahrungen.
1949 wurde Huchel Mitglied des PEN-Zentrums Deutschland. Im selben Jahr wurde er Chefredakteur der von Johannes R. Becher und Paul Wiegler gegründeten literarischen Zeitschrift Sinn und Form der Deutschen Akademie der Künste in Ost-Berlin, deren Mitglied er von 1952 bis 1971 war. 1951 wurde er mit dem Nationalpreis der DDR ausgezeichnet. Am 25. April 1953 heiratete er die vorher mit Fritz Melis verheiratete Essener Übersetzerin, Journalistin und Schriftstellerin Nora Monica Rosenthal (1914–2002), die zwei Kinder (Eva Catharina und Roger) hatte. 1956 war er als offizieller Vertreter der DDR auf der Biennale der Dichtung in Knokke. 1955 wurde Peter Huchel vom Rat des Bezirks Potsdam mit dem Theodor-Fontane-Preis für Kunst und Literatur ausgezeichnet.
Schon seit Beginn der 1950er Jahre wurde Huchel wegen seiner systemübergreifenden künstlerischen Konzeptionen für Sinn und Form angegriffen. Auf Druck von offizieller Seite wurde Huchel 1953 zur Kündigung seines Redaktionspostens genötigt, was nur durch die Intervention Bertolt Brechts verhindert werden konnte. Als sich nach Brechts Tod 1956 die Angriffe auf Huchel wieder verschärften und seine Arbeit bei Sinn und Form in immer größerem Ausmaß behindert wurde, sah er sich 1962 endgültig zum Rücktritt gezwungen.
1963 erhielt er den Fontane-Preis des Kunstpreises Berlin für den im selben Jahr im bundesdeutschen S. Fischer Verlag erschienenen Lyrikband Chausseen, Chausseen. Da er sich weigerte, diesen West-Berliner Preis abzulehnen, durfte er in der Folgezeit in der DDR weder publizieren noch reisen. So konnte er weder 1965 einem Ruf an den Lehrstuhl für Poetik an die Universität Frankfurt folgen noch 1968 zur Entgegennahme des Großen Kunstpreises von Nordrhein-Westfalen ausreisen. Ab 1968 wurde auch die an ihn gerichtete Post konfisziert. Die menschenverachtenden Schikanen durch das DDR-Ministerium für Staatssicherheit hat Huchel in seiner Lyrik eindrucksvoll geschildert.
Erst nach Interventionen der West-Berliner Akademie der Künste, der Präsidenten des Internationalen PEN-Zentrums und Heinrich Bölls wurde Huchel 1971 die Ausreise aus der DDR genehmigt, und er verließ sein Haus in Wilhelmshorst für immer.
Er lebte in der Folgezeit zunächst in der Villa Massimo in Rom und ließ sich dann in Staufen im Breisgau nieder. 1972 veröffentlichte er den Gedichtband Gezählte Tage mit Werken aus der Zeit nach 1963. Während seines Aufenthalts in der Villa Massimo lernte er den Komponisten und Dirigenten Hans Chemin-Petit  (Potsdam, Berlin) kennen, der in seinen "Gesängen aus dem Süden" (1971) einige Gedichte von Peter Huchel vertonte. (Rias Berlin, Aufnahme am 29. Januar 1973, Barbara Scherler, Alt, Klaus Billing Klavier.) Die 1972 nach dem Huchel-Text "Sybille des Sommers" entstandene Komposition wurde noch nicht aufgeführt.

## Weitere Ehrungen
1972 wurde ihm der Österreichische Staatspreis für Europäische Literatur verliehen, 1974 der Andreas-Gryphius-Preis und der Lessing-Ring zusammen mit dem Literaturpreis der deutschen Freimaurer. 1976 wurde er in den Orden Pour le mérite für Wissenschaft und Künste aufgenommen. Im Jahr darauf wurde ihm der Europalia-Preis verliehen. Im Jahre 1979 wurde er mit dem Jacob-Burckhardt-Preis der Basler Johann-Wolfgang-von-Goethe-Stiftung und dem Eichendorff-Literaturpreis ausgezeichnet. Außerdem wurde er Mitglied der Bayerischen Akademie der Schönen Künste und der Deutschen Akademie für Sprache und Dichtung.
Zu Ehren Peter Huchels wird seit 1984 der vom Land Baden-Württemberg und dem Südwestrundfunk gestiftete Peter-Huchel-Preis verliehen.
1992 wurde die Alexander-Abusch-Straße in Berlin-Hellersdorf in Peter-Huchel-Straße umbenannt. Seit 2005 heißt die Hauptdurchgangsstraße von Wilhelmshorst Peter-Huchel-Chaussee. In seinem damaligen Wohnhaus befindet sich eine Gedenkstätte. Auch in Potsdam und Staufen im Breisgau gibt es eine nach ihm benannte Straße.
Wolf Biermann widmete Peter Huchel sein im Jahr 1968 veröffentlichtes Gedicht Ermutigung. Reiner Kunze widmete Huchel 1971 sein Gedicht Zuflucht noch hinter der Zuflucht, das in Kunzes 1972 erschienenem Band Zimmerlautstärke veröffentlicht wurde.

## Bildliche Darstellung Huchels (unvollständig)

### Fotografische Darstellung
- Roger Melis: Peter Huchel im Garten seines Hauses in Wilhelmshorst (1964)[6]

### Darstellung in der bildenden Kunst
- Max Schwimmer: Bildnis Peter Huchel (1957, Zeichnung)[7]

## Werke
Gedichte
- Gedichte. Aufbau, Berlin 1948 (Lizenzausgabe: Stahlberg, Karlsruhe 1950).
- Chausseen, Chausseen. Gedichte. Fischer, Frankfurt am Main 1963.
- Die Sternenreuse. Gedichte 1925–1947. Piper, München 1967.
- Gezählte Tage. Gedichte. Suhrkamp, Frankfurt am Main 1972.
- Die neunte Stunde. Gedichte. Suhrkamp, Frankfurt am Main 1979.
- Gesammelte Werke in zwei Bänden. Band 1: Die Gedichte. Band 2: Vermischte Schriften. Herausgegeben und erläutert von  Axel Vieregg. Suhrkamp, Frankfurt am Main 1984.
- Wegzeichen. Ein Lesebuch. Gedichte und Prosa, mit Grafiken und Interpretationen sowie Stimmen zu Huchel. Ausgewählt und herausgegeben  von Axel Vieregg. Märkischer Verlag, Wilhelmshorst 1999, ISBN 3-931329-01-1.
- Langsam dreht sich das Jahr ins Licht. Jahreszeitliche Gedichte aus der Mark Brandenburg/Peter Huchel,  mit Fotografie von Sabine Breithor. Ausgewählt und herausgegeben von Axel Vieregg. Märkischer Verlag, Wilhelmshorst 2003, ISBN 3-931329-25-9.
- Peter Huchel. (= Poesiealbum. Band 277). Markischer Verlag, Wilhelmshorst 2007; 2. erweiterte Auflage, Markischer Verlag, Wilhelmshorst 2009, ISBN 978-3-931329-77-8.
- Havelnacht. Mit Fotografien von Roger Melis. Insel Verlag, Berlin 2020, ISBN 3-458-19487-8 (= Insel-Bücherei 1487)

Briefe
- Johannes Bobrowski, Peter Huchel: Briefwechsel. Mit einem Nachwort und Anmerkungen herausgegeben von Eberhard Haufe. Deutsches Literaturarchiv Marbach am Neckar 1993, ISBN 3-7681-9998-3.
- Bernd Goldmann (Hrsg.): Hans Henny Jahnn/Peter Huchel: Ein Briefwechsel 1951–1959. Haase und Koehler, Mainz 1975 (= Mainzer Reihe 40). ISBN 3-7758-0881-7.
- Wie soll man da Gedichte schreiben. Briefe 1925–1977. Hrsg. Hub Nijssen. Suhrkamp, Frankfurt am Main 2000, ISBN 3-518-41157-8.

## Vertonungen
- Unter der blanken Hacke des Mondes, 5 Lieder für Bariton und Orchester, 1974–1976 Francis Burt
- Atmen, durch die Kehle des Schilfrohrs, 17 Lieder für Bariton und Klavier, 1993, Wolfgang Schoor
- ...zu den zerbrochenen Ziegeln Babels, 3 Gesänge für Bassbariton und Orchester, 1998, Thomas Blomenkamp
- Über den Jägern jagt der größere Hund, 12 Lieder für Bariton und Klavier, 2007, Tobias Rank
- Vergiss die Hirten, 5 Lieder für Sopran, Bariton, Oboe und Klavier, 2011, Hauke Jasper Berheide

## Film
- 1973: Peter Huchel. Eine Produktion des Saarländischen Rundfunks/Fernsehen (15 Minuten). Buch und Regie: Klaus Peter Dencker